# Rue Erik-Satie (Toulouse)
Pour l’article homonyme, voir Rue Erik-Satie.
La rue Erik-Satie (en occitan : carrièra Erik Satie) est une voie de Toulouse, chef-lieu de la région Occitanie, dans le Midi de la France.

## Situation et accès

### Description
La rue Erik-Satie est une voie publique. Elle se trouve dans le quartier de Reynerie, dans le secteur 6 - Ouest. Elle naît perpendiculairement à la rue Georges-Candilis, au pied de l'immeuble Satie. Longue de 239 mètres et d'une largeur de 14 mètres, elle est orientée à l'ouest et serpente en épousant le plan de l'immeuble Satie et longeant approximativement le tracé de l'avenue de Reynerie. Elle reçoit à droite le cheminement André-Arbus, puis se termine au carrefour de la rue Georges-Candilis.
La chaussée compte une voie de circulation automobile dans chaque sens. Elle est définie sur toute sa longueur comme une zone 30 et la vitesse est limitée à 30 km/h. Il n'existe ni bande, ni piste cyclable.

### Voies rencontrées
La rue Erik-Satie rencontre les voies suivantes, dans l'ordre des numéros croissants (« g » indique que la rue se situe à gauche, « d » à droite) :
1. Rue Georges-Candilis
2. Cheminement André-Arbus (g)
3. Avenue de Reynerie - accès piéton (d)
4. Rue Georges-Candilis

## Odonymie

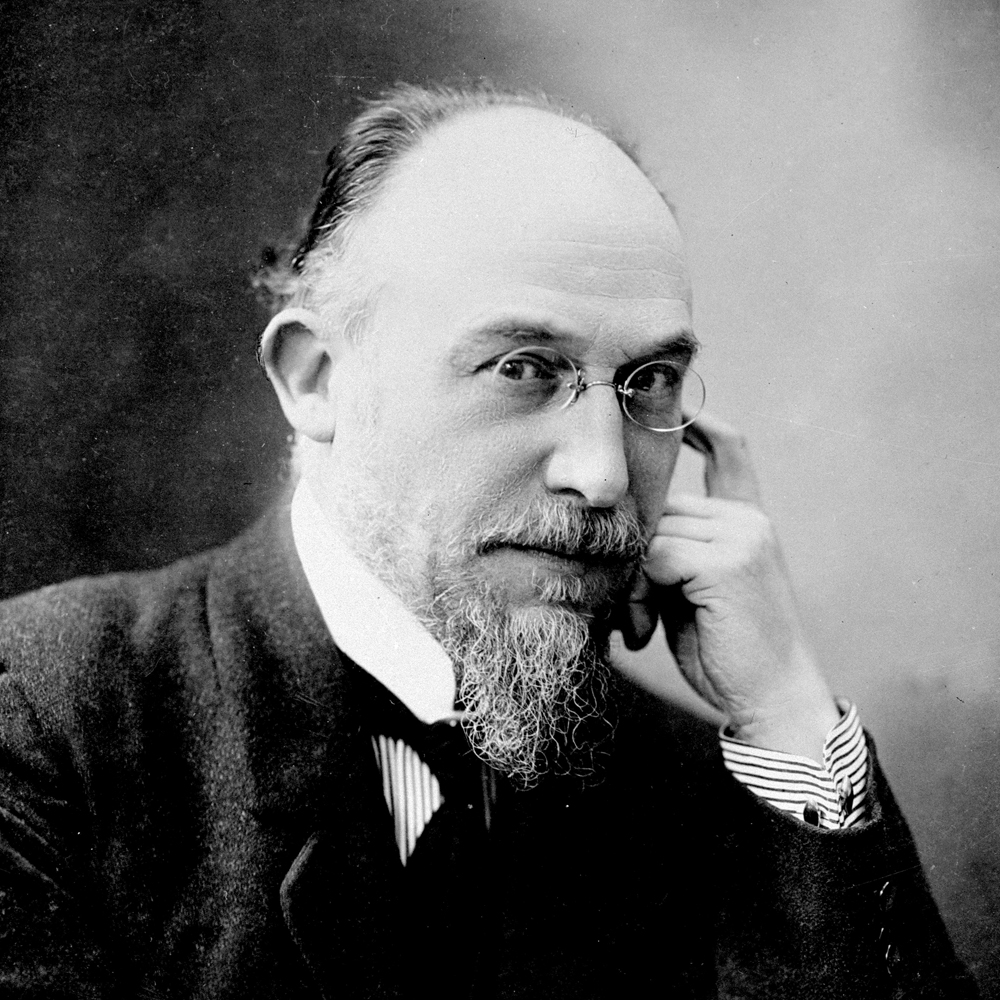
Portrait d'Erik Satie.

En 1971, la rue est nommée en hommage au compositeur Erik Satie (1866-1925). Plusieurs voies du quartier de Reynerie, également tracées et aménagées entre 1964 et 1972, portent d'ailleurs des noms de musiciens et de compositeurs français – cheminement André-Messager, cheminement Christophe-Gluck, cheminement Edgard-Varèse, cheminement Francis-Poulenc, rue Jean-Gilles, cheminement Jean-Wiéner, cheminement Louis-Auriacombe, cheminement Robert-Cambert et cheminement Vincent-d'Indy.

## Patrimoine et lieux d'intérêt

### Résidence Erik-Satie
La résidence Erik-Satie, qui regroupe les immeubles Petit et Grand-Satie, est construite pour le compte de la société H.L.M. Languedocienne, qui fait appel à l'association paritaire des architectes (A.P.A.) composée des architectes Bernard Bachelot, Arnaud Bernardot, Pierre Génard, Pierre et Paul Glénat, Jean-Pierre Pierron, Bernard Valette et Jacques Villemur. L'édifice se compose de trois corps de bâtiment qui s'élèvent sur quinze étages et disposés en tripode – Grand-Satie –, et d'un corps de bâtiment en barre, plus bas, qui s'élève sur onze étages – Petit-Satie. L'ensemble compte alors 384 logements, tous traversants, allant du T4 au T6. En 2007, dans le cadre de l'opération de renouvellement urbain porté par l'Agence nationale pour la rénovation urbaine (ANRU), le corps de bâtiment au nord du Grand-Satie est démoli afin de permettre l'ouverture du quartier et l'aménagement de la nouvelle rue Georges-Candilis.
- no  1-3 : immeuble Grand-Satie.
- no  5-7 : immeuble Petit-Satie.